# 天王洲ビュータワー

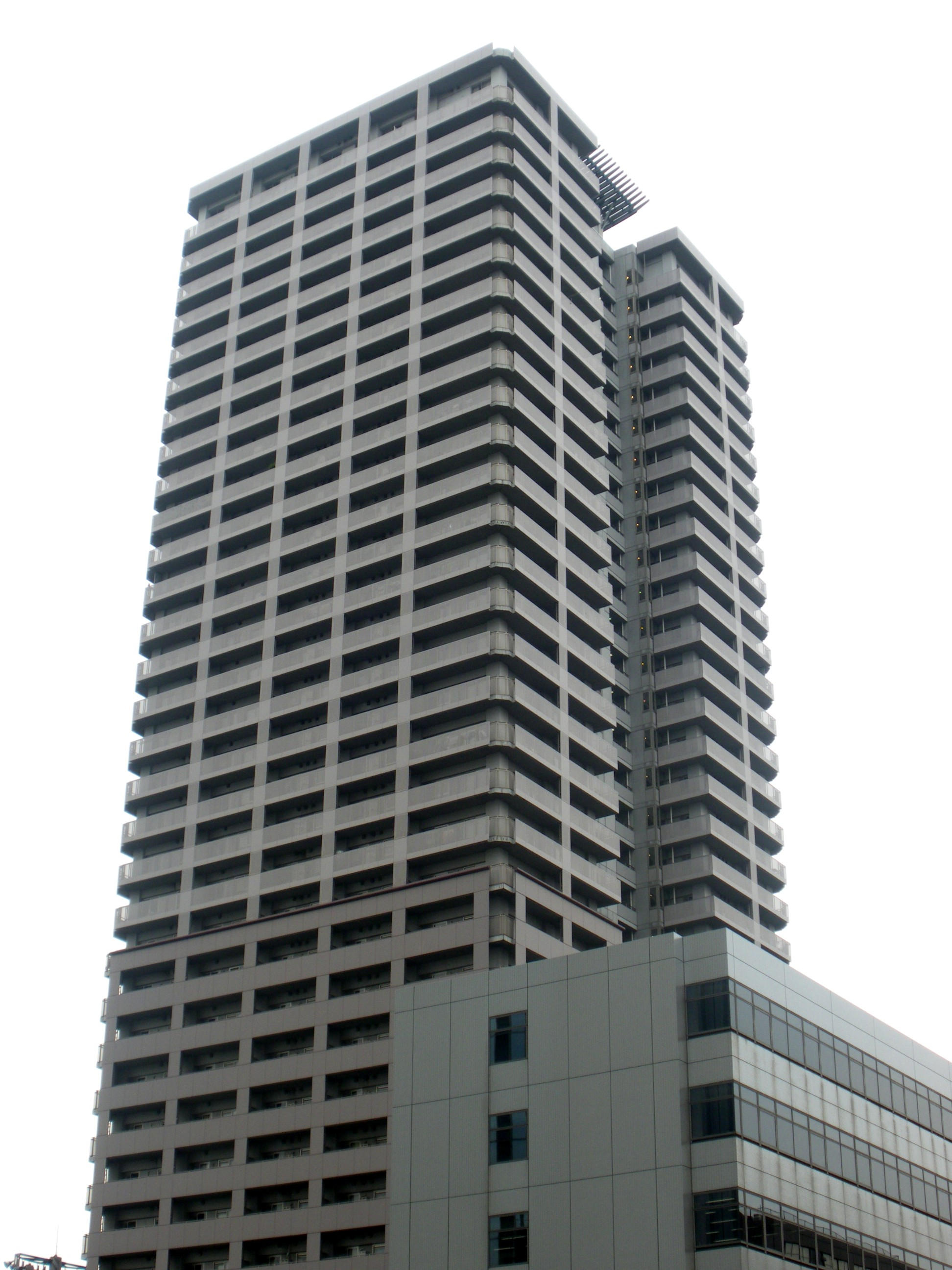
天王洲ビュータワー

天王洲ビュータワー（てんのうずビュータワー）は、東京都品川区東品川にある超高層マンション。

## 概要
天王洲アイルの再開発事業の一環で建設された高層賃貸マンションで、開発地区の南端に位置する。隣接地には天王洲パークサイドビルが建つ。都市再生機構が運営している賃貸高層マンションとなっており、同様の形態のものに板橋区の板橋ビュータワーがある。高層賃貸マンションは当時としては都内でも稀であった。

## データ
- 高さ:104m（地上33階、地下1階）
- 敷地面積 11,050m2
- 建築面積 2,444m2
- 竣工 1995年2月

## アクセス
- 東京臨海高速鉄道りんかい線・東京モノレール羽田線 天王洲アイル駅より徒歩2 - 3分程度。
- 品川駅より都営バス（品96系統）の『天王洲アイル』、または都営バス・品98系統『新東海橋』下車。各バス停より徒歩2 - 3分程度。